# Покровка (Хабаровский край)
Покро́вка — село в Бикинском районе Хабаровского края в составе сельского поселения «Село Покровка».

## География
Покровка стоит на правом берегу реки Уссури, на российско-китайской границе. Село находится в пограничной зоне, въезд по разрешительным документам.
Самый южный населенный пункт в Хабаровском крае.
Дорога к селу Покровка идёт на запад от автотрассы «Уссури». Расстояние от села до трассы около 22 км, расстояние от перекрёстка до Бикина (на север) около 10 км. Расстояние до Хабаровска около 200 км.

## История
Покровская основана в 1862 году как казачья станица семьями забайкальских казаков в день Покрова Пресвятой Богородицы.

## Население
| 1992 | 2002 | 2010 | 2011 | 2012 | 2013 | 2014 |
| ---- | ---- | ---- | ---- | ---- | ---- | ---- |
| 324  | ↘315 | ↘224 | ↘223 | ↗228 | ↘225 | ↘219 |
| 2015 | 2016 | 2017 | 2018 | 2019 | 2020 | 2021 |
| ↘195 | ↗197 | ↗205 | ↗209 | ↘203 | ↘190 | ↘166 |

## Образование
- Детский сад № 6[16]

## Пограничный КПП Покровка — Жаохэ
- Пограничный пункт пропуска «Покровка» («Покровка — Жаохэ»)[17].